# اوکه گرونبری
اوکه گرونبری (انگلیسی: Åke Grönberg؛ ‏ ۲۶ مارس ۱۹۱۴ – ۱۵ سپتامبر ۱۹۶۹) بازیگر و خواننده اهل سوئد بود.
از فیلم‌ها یا سریال‌های تلویزیونی که وی در آن نقش داشته‌است، می‌توان به خاک‌اره و پولک، تابستان با مونیکا، درسی در عشق، زن بدون صورت، زوج دوست‌داشتنی، بمبی بیت و من و ۴۹۱ اشاره کرد.